# Foot Ball Club Torino 1925-1926
Questa voce raccoglie le informazioni riguardanti il Foot Ball Club Torino nelle competizioni ufficiali della stagione 1925-1926.

## Rosa
| N. |                    | Ruolo | Calciatore                  |
| -- | ------------------ | ----- | --------------------------- |
|    | Italia (bandiera)  | C     | Paolo Amadesi               |
|    | Italia (bandiera)  | C     | Adolfo Baloncieri           |
|    | Italia (bandiera)  | A     | Giuseppe Calvi              |
|    | Italia (bandiera)  | C     | Giovan Battista Chiaramello |
|    | Italia (bandiera)  | D     | Stefano Chiaramello         |
|    | Italia (bandiera)  | A     | Marco Firpo                 |
|    | Italia (bandiera)  | A     | Francesco Franzoni          |
|    | Italia (bandiera)  | D     | Cesare Gabasio              |
|    | Austria (bandiera) | A     | Robert Haftel               |
|    | Italia (bandiera)  | C     | Antonio Janni               |

| N. |                      | Ruolo | Calciatore         |
| -- | -------------------- | ----- | ------------------ |
|    | Austria (bandiera)   | C     | Fritz Kreutzer     |
|    | Italia (bandiera)    | P     | Nicolino Latella   |
|    | Argentina (bandiera) | A     | Julio Libonatti    |
|    | Italia (bandiera)    | D     | Cesare Martin      |
|    | Italia (bandiera)    | C     | Dario Martin       |
|    | Italia (bandiera)    | D     | Francesco Morando  |
|    | Italia (bandiera)    | P     | Emilio Savino      |
|    | Italia (bandiera)    | C     | Mario Sperone      |
|    | Italia (bandiera)    | C     | Vittorio Staccione |
|    | Italia (bandiera)    | C     | Francesco Varalda  |

## Risultati

### Prima Divisione

#### Girone A Lega Nord

##### Girone di andata
| Arbitro: | Bonello (Venezia) |

|                                         |           |                                             |
| Bonardi 49’ Bissolotti 76’ Bellardi 80’ | Marcatori | 25’ Baloncieri 51’, 83’ Janni 75’ Libonatti |

| Arbitro: | Dani (Genova) |

|                                                         |           |                            |
| Janni 17’, 28’ Libonatti 42’, 90’ (rig.) Baloncieri 71’ | Marcatori | 27’ Chiecchi III 40’ Bolla |

| Arbitro: | Sessa (Milano) |

|  |           |                        |
|  | Marcatori | 2’ Libonatti 53’ Janni |

| Arbitro: | Gallotti (Milano) |

|            |           |                          |
| Gallino 6’ | Marcatori | 15’ Janni 76’ Baloncieri |

| Arbitro: | Trezzi (Milano) |

|                                         |           |             |
| Amadesi 1’ Libonatti 29’ Janni 68’, 81’ | Marcatori | 70’ Bazzell |

| Genova 22 novembre 1925, ore 15:00 UTC+1 6ª giornata | Andrea Doria   | 0 – 0 | Torino | Campo della Cajenna\| Arbitro: \| Sessa (Milano) \| |
| Arbitro:                                             | Sessa (Milano) |       |        |                                                     |

| Arbitro: | Bistoletti (Milano) |

|            |           |               |
| Winkler 5’ | Marcatori | 56’ Libonatti |

| Arbitro: | Dani (Genova) |

|                           |           |               |
| Baloncieri 10’ Haftel 51’ | Marcatori | 20’ Schönfeld |

| Arbitro: | Sguerso (Savona) |

|                                                                    |           |  |
| Libonatti 17’ Baloncieri 26’, 53’, 82’ Kreutzer 57’ Calvi 62’, 87’ | Marcatori |  |

| Arbitro: | Dani (Genova) |

|                                  |           |                         |
| Schiavio 48’ Pozzi 54’ Perin 62’ | Marcatori | 9’ Calvi 15’ Baloncieri |

| Arbitro: | Germani (Padova) |

|               |           |                                                  |
| Gallo 9’, 90’ | Marcatori | 39’ Baloncieri 57’ (rig.) Libonatti 81’ Franzoni |

##### Girone di ritorno
| Arbitro: | Ferro (Milano) |

|                                            |           |  |
| Libonatti 8’, 40’, 43’, 59’ Baloncieri 75’ | Marcatori |  |

| Arbitro: | De Renzis (Trieste) |

|                 |           |               |
| E. Chiecchi 46’ | Marcatori | 80’ D. Martin |

| Arbitro: | Turbiani (Ferrara) |

|                              |           |           |
| Baloncieri 37’ Libonatti 76’ | Marcatori | 7’ Rosina |

| Arbitro: | Garbieri (Genova) |

|               |           |                |
| Gagliardi 72’ | Marcatori | 26’ Baloncieri |

| Arbitro: | Trezzi (Milano) |

|                                          |           |  |
| Libonatti 38’, 41’ Amadesi 63’ Janni 80’ | Marcatori |  |

| Arbitro: | Palestra (Pavia) |

|                                        |           |          |
| Baloncieri 54’, 66’, 70’ Libonatti 57’ | Marcatori | 21’ Tosi |

| Arbitro: | Sguerso (Savona) |

|                               |           |             |
| Janni 14’, 67’ Baloncieri 74’ | Marcatori | 15’ Vezzani |

| Arbitro: | Pinasco (Sestri Ponente) |

|                                        |           |                                                 |
| Moretti 48’ Rivolta 54’ Pietroboni 57’ | Marcatori | 13’ Libonatti 22’, 78’ Janni 34’ (aut.) Bellini |

| Arbitro: | Bonello (Venezia) |

|                                           |           |                                 |
| Spivach 6’ Gerace 58’ Semintendi 76’, 84’ | Marcatori | 20’ Amadesi 22’, 86’ Baloncieri |

| Arbitro: | Lenti (Genova) |

|                            |           |  |
| Amadesi 14’ Baloncieri 28’ | Marcatori |  |

| Arbitro: | Pinasco (Sestri Ponente) |

|                                                       |           |                       |
| Janni 21’, 64’, 79’, 89’ Libonatti 40’ Baloncieri 52’ | Marcatori | 25’ Tarabusi 76’ Urik |

## Statistiche

### Statistiche di squadra
| Competizione    | Punti | In casa | In casa | In casa | In casa | In casa | In casa | In trasferta | In trasferta | In trasferta | In trasferta | In trasferta | In trasferta | Totale | Totale | Totale | Totale | Totale | Totale | DR  |
| Competizione    | Punti | G       | V       | N       | P       | Gf      | Gs      | G            | V            | N            | P            | Gf           | Gs           | G      | V      | N      | P      | Gf     | Gs     | DR  |
| --------------- | ----- | ------- | ------- | ------- | ------- | ------- | ------- | ------------ | ------------ | ------------ | ------------ | ------------ | ------------ | ------ | ------ | ------ | ------ | ------ | ------ | --- |
| Prima Divisione | 36    | 11      | 11      | 0       | 0       | 44      | 9       | 11           | 5            | 4            | 2            | 23           | 19           | 22     | 16     | 4      | 2      | 67     | 28     | +39 |

### Statistiche dei giocatori
| Giocatore     | Prima Divisione | Prima Divisione |
| Giocatore     | Presenze        | Reti            |
| ------------- | --------------- | --------------- |
| P. Amadesi    | 16              | 4               |
| A. Baloncieri | 22              | 20              |
| G. Calvi      | 9               | 3               |
| Chiaramello   | 1               | 0               |
| Firpo         | 1               | 0               |
| F. Franzoni   | 11              | 1               |
| Gabasio       | 2               | 0               |
| R. Haftel     | 13              | 1               |
| A. Janni      | 22              | 17              |
| F. Kreutzer   | 17              | 1               |
| N. Latella    | 19              | -26             |
| J. Libonatti  | 22              | 18              |
| C. Martin     | 22              | 0               |
| D. Martin     | 17              | 1               |
| F. Morando    | 16              | 0               |
| E. Savino     | 3               | -2              |
| M. Sperone    | 8               | 0               |
| V. Staccione  | 6               | 0               |
| F. Varalda    | 15              | 0               |